# Tatjana Alexejewna Arjassowa
Tatjana Alexejewna Arjassowa (russisch Татьяна Алексеевна Арясова, engl. Transkription Tatyana Aryasova, geb. Хмелёва – Chmeljowa – Khmeleva/Khmelyova; * 2. April 1979 in Baldajewo bei Jadrin, Tschuwaschien) ist eine russische Langstreckenläuferin.

## Sportleben
Bei der Sommer-Universiade 2001 in Peking gewann Arjassowa die Silbermedaille über 5000 m.
2008 siegte sie beim Los-Angeles-Marathon und qualifizierte sich bei der russischen Meisterschaft als Dritte im 10.000-Meter-Lauf für die Olympischen Spiele in Peking, bei denen sie auf Rang 19 kam. Im Herbst belegte sie bei den Halbmarathon-Weltmeisterschaften in Rio de Janeiro den 43. Platz.
2009 wurde sie Fünfte beim Nagano-Marathon und Siebte beim Berlin-Marathon. Im Jahr darauf wurde sie Dritte beim Bogotá-Halbmarathon und stellte beim Dublin-Marathon mit 2:26:13 h einen Streckenrekord auf.
2011 kam sie beim Tokio-Marathon als Erste ins Ziel, wurde aber disqualifiziert, nachdem in ihrer Dopingprobe die verbotene Substanz Hydroxyethylstärke entdeckt wurde. Wegen dieses Verstoßes gegen die Dopingbestimmungen wurde sie für zwei Jahre gesperrt.

## Persönliche Bestzeiten
- 3000 m: 8:52,95 min, 9. Juni 2001, Tula
- 5000 m: 15:15,40 min, 7. August 2003, Tula
- 10.000 m: 31:04,88 min, 17. Juli 2008, Kasan
- 10-km-Straßenlauf: 32:05 min, 14. Oktober 2002, Boston
- Halbmarathon: 1:10:20 h, 9. März 2003, Kyōto
- Marathon: 2:26:13 h, 25. Oktober 2010, Dublin